# An der Poststraße
An der Poststrasse est une commune allemande de l'arrondissement du Burgenland, Land de Saxe-Anhalt.

## Géographie
La commune regroupe les quartiers de Braunsroda, Burgheßler, Klosterhäseler, Frankroda, Gößnitz, Herrengosserstedt, Pleismar, Schimmel et Wischroda.
|                   | Finneland/Bad Bibra |                   |
| Eßleben-Teutleben | An der Poststraße   | Balgstädt         |
|                   | Eckartsberga        | Lanitz-Hassel-Tal |

## Toponymie
Le nom d'An der Poststraße vient de l'"ancienne route de la poste" entre Leipzig et Cassel. Elle fut d'une grande importance jusqu'à la construction en 1806 de la "Frankfurt-Leipziger-Chaussee" qui passe par Eckartsberga, Gernstedt et Bad Kösen.

## Histoire
Klosterhäseler est mentionné pour la première fois en 775 sous le nom de Heselere, Herrengosserstedt en 874 sous le nom de Gozherestet, Wischroda en 1004, Gößnitz en 1138, Burgheßler en 1153 (dans le Breviarium Sancti Lulli), Frankroda en 1215, Pleismar en 1291 sous le nom de Blisegrin, Schimmel en 1300 sous le nom de Schemelde et Braunsroda en 1540.
La commune est créée en juillet 2009 par la fusion de Herrengosserstedt, Klosterhäseler et Wischroda.

## Personnalités liées à la commune
- Liz Mields-Kratochwil (née en 1949), sculptrice.